# Eupteryx artemisiae
Eupteryx artemisiae är en insektsart som först beskrevs av Carl Ludwig Kirschbaum 1868.  Eupteryx artemisiae ingår i släktet Eupteryx och familjen dvärgstritar. Arten är reproducerande i Sverige. Inga underarter finns listade i Catalogue of Life.